# شن دریک

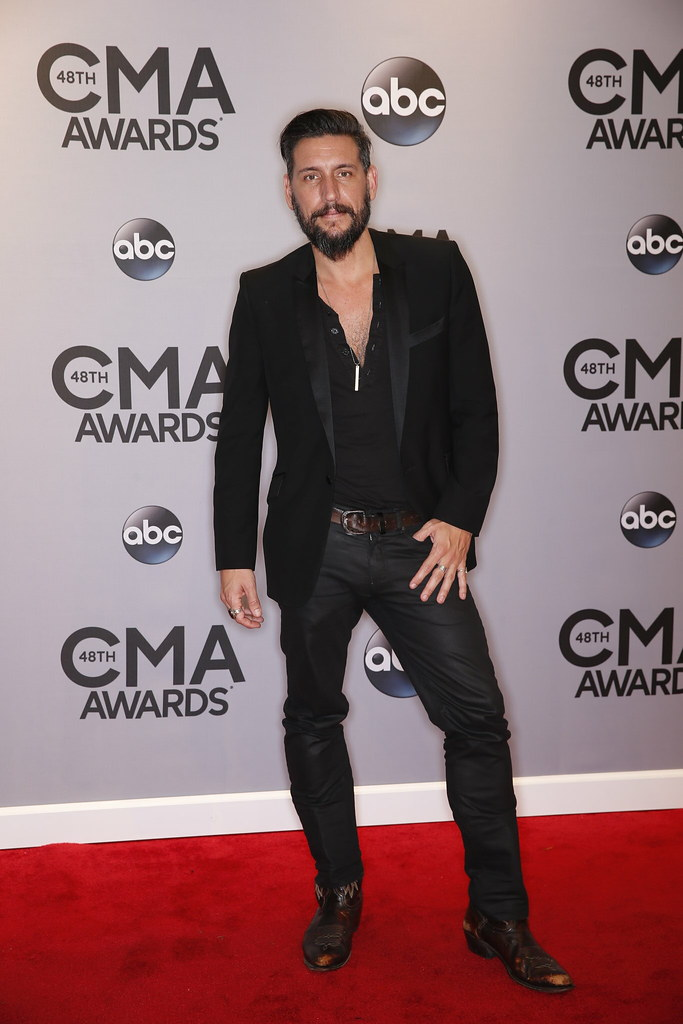
شن دریک در فرش قرمز

شن دریک (انگلیسی: Shane Drake؛ زادهٔ ) یک تهیه‌کننده اهل ایالات متحده آمریکا است.